# スカンジナビア航空871便墜落事故
スカンジナビア航空871便墜落事故（スカンジナビアこうくう871びんついらくじこ）は、1960年1月19日に発生した航空事故である。アタテュルク国際空港からエセンボーア国際空港へと向かっていたスカンジナビア航空871便（シュド・カラベル）がエセンボーア国際空港へのアプローチ中に墜落し、乗員乗客42人全員が死亡した。この事故はカラベル初の死亡事故であった。

## 事故機
事故機のシュド・カラベル（OY-KRB）は製造番号14として製造され、1959年11月8日に初飛行した機体で、エンジンはロールス・ロイス エイヴォン 522を搭載していた。

## 事故の経緯
871便は9時44分（UTC）にコペンハーゲン空港を離陸した。ドイツのデュッセルドルフ空港とオーストリアのウィーン国際空港を経由した後、17時20分にアタテュルク国際空港に到着した。乗員を交替した後、18時にアタテュルク国際空港を出発してエセンボーア国際空港へと向かった。この時点で乗客は35人、乗員は7人であった。同機が空港へのアプローチを開始するまでは問題なく飛行していた。18時41分、乗員は管制官に同機がFL135（約13,500フィート／4,115メートル）からFL120（約12,000フィート／3,658メートル）まで降下中であることを報告した。18時47分、871便はアンカラ山脈とエセンボーア国際空港の間の標高3,500フィート（1067m）の地点に激突した。この事故で乗員乗客42人全員が死亡した。

## 事故原因
エセンボーア国際空港への最終進入時に、乗員が意図せず最低安全高度を下回って降下したことが事故原因であった。しかし、降下した理由については決定的な証拠がないため確認できなかった。